# کتری

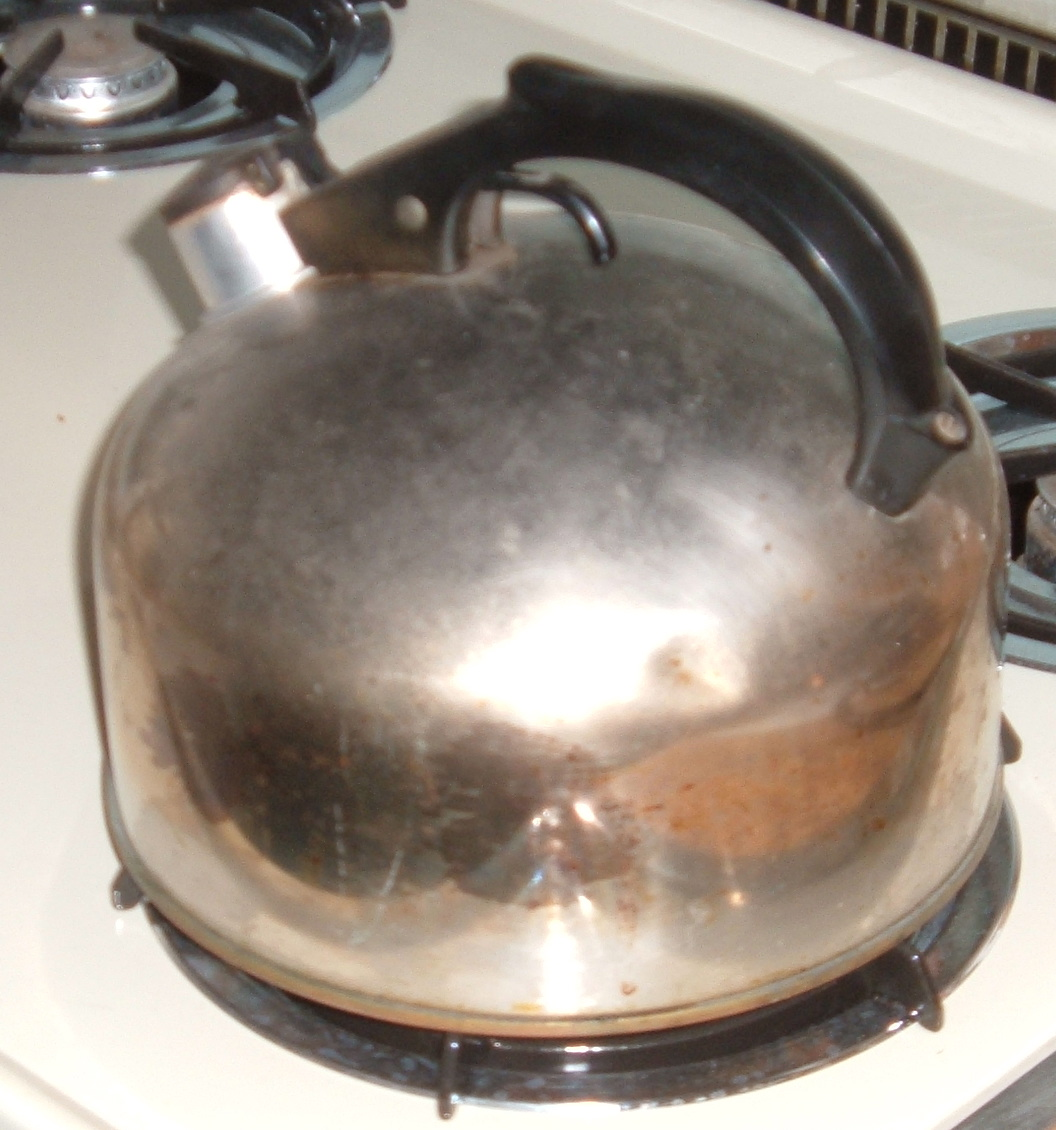
یک کتری آب جوش

وسیله‌ای برای گرم کردن و جوشاندن آب است.
برای دم کردن چای به روش معمول ایرانی، قوری چای روی کتری قرار می‌گیرد. چای، با گرمای بخار آب در حال جوش درون کتری دم می‌کشد.
کتری از ۴ قسمت تشکیل شده.
مخزن آب، که بزرگترین قسمت و اصلی ترین قسمت کتری را تشکیل میدهد. لوله، که آب از آن خارج میشود. دسته، برای گرفتن و بلند کردن کتری. درب، برای جلوگیری از بخارسوز شدن، زودتر به جوش آمدن و جلوگیری از ورود حشرات به آب.